# 豪梅·多梅内克
豪梅·多梅内克·桑切斯（西班牙語：Jaume Domènech Sánchez；1990年11月5日—）是一名西班牙足球运动员，场上司职守门员，曾效力于西甲球队巴伦西亚。

## 俱乐部生涯
多梅内克在2017–18赛季西甲联赛中担任另一位巴西球员内托的替补。他在球队的2017–18赛季国王杯半决赛征程中表现出色，特别是在四分之一决赛对阵阿拉维斯的比赛中，通过点球大战扑出两个点球，帮助球队晋级。 在2018–19赛季国王杯中，他出场了所有比赛，最终帮助球队夺冠。 包括在决赛中以2-1战胜巴塞罗那足球俱乐部。 2019年5月18日，他在2018–19赛季西甲联赛最后一轮对阵巴拉多利德的比赛中少有地出场，并在2-0的胜利中保持零封，帮助球队获得2019–20赛季欧冠资格。
多梅内克分别在2016年9月和2019年11月续签了合同，将合同期延长至2023年，并设定了买断条款，金额为€5000万。 2020年夏天，由于财务问题，俱乐部计划出售他的竞争对手西莱森，但最终未能达成交易。 不过，在2020–21赛季西甲联赛中，由于西莱森受伤，多梅内克首次在联赛中成为主要门将。
在2021–22赛季西甲联赛中，多梅内克成为新签球员喬治·馬馬達什維利和雅斯珀·西萊森的第三门将。西莱森离队后，他成为替补，但在2022年9月8日遭遇严重的膝盖伤病。 第二天，他再次将合同延长至2025年。